# Tra sogno e realtà
Tra sogno e realtà è stato un talent show per ragazzi di età compresa tra i 5 e i 16 anni, trasmesso in Italia da La5.

## Il programma
La prima edizione è andata in onda su La5 nel 2015, prodotta da Sunshine Production con il produttore associato Luca Garavelli. Nel 2016 è stata realizzata una seconda edizione, trasmessa dal 28 novembre sempre su La5.
Il percorso del talent si compone di varie fasi:
1. Le selezioni regionali
2. Le prefinali nazionali
3. I challenge (introdotti dalla seconda edizione)
4. Gli In&Out (introdotti dalla seconda edizione)
5. Le semifinali nazionali
6. Le finali nazionali
7. Il podio

La trasmissione è condotta da Emanuela Folliero nelle fasi semifinale e finale, affiancata nel 2016 da Francesco Capodaqua per i backstage e le interviste.
I giudici nel 2015 sono stati: Simona Borioni (attrice), Josè Perez (ballerino) e Fabrizio Berlincioni (autore televisivo). Nel 2016 la cantante Silvia Salemi ha preso il posto di Berlincioni, mentre gli altri due giudici sono stati riconfermati